# کریس بارنز (موسیقی‌دان)
 کریس بارنز (انگلیسی: Chris Barnes؛ زادهٔ ۲۹ دسامبر ۱۹۶۶) یک موسیقی‌دان اهل ایالات متحده آمریکا است. وی عضو اصلی گروه موسیقی سیکس فیت آندر است.